# Иодид натрия
Иоди́д на́трия (ио́дистый натрий, химическая формула — NaI) — натриевая соль иодоводородной кислоты.

## Физические свойства
При нормальных условиях — белый гигроскопичный порошок или прозрачные бесцветные кристаллы без запаха. Солёный на вкус. На воздухе отсыревает с разложением и выделением элементарного иода. Легко растворим в воде, в спирте, в глицерине и многих других жидкостях.

## Химические свойства
- Проявляет восстановительные свойства. К примеру, окисляется перманганатом калия в щелочной среде и дихроматом калия в кислой:

{\displaystyle {\mathsf {2NaI+2KMnO_{4}+2KOH\xrightarrow {} \ I_{2}+2K_{2}MnO_{4}+2NaOH}}}
{\displaystyle {\mathsf {NaI+K_{2}Cr_{2}O_{7}+7H_{2}SO_{4}\xrightarrow {} \ 3I_{2}+Cr_{2}(SO_{4})_{3}+K_{2}SO_{4}+3Na_{2}SO_{4}+7H_{2}O}}}
- При нагревании разлагается до иода:

{\displaystyle {\mathsf {2NaI\xrightarrow {1400^{o}C} \ 2Na+I_{2}}}}
- Под действием гидроксида и нитрата натрия переходит в ортопериодат:

{\displaystyle {\mathsf {NaI+4NaOH+4NaNO_{3}\xrightarrow {300-330^{o}C} \ Na_{5}IO_{6}+4NaNO_{2}+2H_{2}O}}}
- Водный раствор иодида натрия поглощает кислород из воздуха уже при комнатной температуре[2]:

## Использование

### Химический синтез
Иодид натрия используется в полимеразной цепной реакции и в реакции Финкельштейна (раствор в ацетоне) для превращения хлоралкилов в иодалкилы:
{\displaystyle {\ce {RCl + NaI -> RI + NaCl}}}.

### Ядерная физика
Иодид натрия для улучшения световыхода активируют таллием. Полученные таким образом монокристаллы NaI(Tl) применяются при изготовлении сцинтилляционных детекторов элементарных частиц, прежде всего в калориметрах для рентгеновской и гамма-спектрометрии в ядерной физике, ядерной медицине, геофизике и т. д. Иодид натрия гигроскопичен, поэтому сцинтиллятор помещают в герметичный корпус, предотвращающий контакт с влагой воздуха. NaI(Tl) — один из самых распространённых типов сцинтилляторов, что объясняется его высоким световыходом, хорошим энергетическим разрешением, достаточно коротким временем высвечивания (около микросекунды) и высоким эффективным зарядом ядра (следовательно, высокой эффективностью поглощения гамма-квантов). Максимум спектра высвечивания около 415 нм.